# 杉浦宏昭
杉浦 宏昭（すぎうら ひろあき、1960年8月3日 - ）は日本中央競馬会（JRA）・美浦トレーニングセンターに所属している調教師。元騎手。日本調教師会労務担当関東本部副本部長を務めている。

## 来歴
1980年、4月から美浦・二本柳俊夫厩舎所属の騎手候補生となる。
1982年、3月に同厩舎より騎手デビュー。初騎乗は3月6日で、トロワフルールに騎乗し2着、3月27日にミョウジンホマレに騎乗して勝利し初勝利を挙げる。
1983年、京成杯をブルーダーバンで制し重賞初勝利を挙げる。
1984年、2月5日のレース中に、当時騎手であった岡部幸雄から小突かれ、左手で顔面を叩かれた。なお、岡部は開催日2日間の騎乗停止処分となった。
1995年、調教師免許を取得し騎手を引退する。騎手成績は、JRA通算1997戦209勝（平地競走1969戦205勝、障害競走28戦4勝、重賞6勝）。 
1996年、厩舎を開業する。3月2日、初出走となった中山競馬場での第5レースは、4番人気だったフジノミドリが3着となる。4月20日に新潟競馬場での第7レースで、2番人気だったワンノブトウショウが勝利し、のべ19頭目で初勝利を挙げる。
1997年、2月13日に管理馬が地方競馬に初出走する。8月24日に行われた新潟記念をパルブライトが制し、重賞初勝利を挙げる。
1998年、5月4日に管理馬が地方競馬で初勝利を挙げる。
2002年、NHKマイルカップを4番人気だったテレグノシスが制し、GI初勝利を挙げる。
2003年、ジャック・ル・マロワ賞にテレグノシスが出走し、海外レースおよび海外GI初出走。3着となる。
2005年、3月に大野拓弥が厩舎所属騎手としてデビュー。
2007年、8月に発生した馬インフルエンザ騒動において、JRAに出馬投票後に再検査することを要請し、受け入れられない場合は、管理馬を出走させない方針だと会見で述べた。
2024年、佐藤翔馬が所属騎手となった。

## 騎手成績
| 通算成績 | 1着 | 2着 | 3着 | 騎乗数 | 勝率 | 連対率 |
| -------- | --- | --- | --- | ------ | ---- | ------ |
| 平地     | 205 | 189 | 211 | 1969   | .104 | .200   |
| 障害     | 4   | 4   | 7   | 28     | .143 | .286   |
| 計       | 209 | 193 | 218 | 1997   | .105 | .201   |

|            | 日付          | 競走名       | 馬名               | 頭数 | 人気 | 着順 |
| ---------- | ------------- | ------------ | ------------------ | ---- | ---- | ---- |
| 初騎乗     | 1982年3月6日  | -            | トロワフルール     | -    | -    | 13着 |
| 初勝利     | 1982年3月27日 | -            | ミョウジンホマレ   | -    | -    | 1着  |
| 重賞初騎乗 | 1982年6月13日 | 安田記念     | リーガルファミリー | 13頭 | 7    | 8着  |
| 重賞初勝利 | 1983年1月9日  | 京成杯       | ブルーダーバン     | 9頭  | 2    | 1着  |
| GI初騎乗   | 1987年11月1日 | 天皇賞（秋） | ウインドストース   | 14頭 | 4    | 5着  |

### 主な騎乗馬
- ブルーダーバン（1983年京成杯）
- ラブシックブルース（1987年牝馬東京タイムズ杯）
- ダイナレター（1989年札幌記念、根岸ステークス）
- プリミエール（1989年ホープフルステークス）
- バリエンテー（1991年京王杯オータムハンデキャップ）
- オンワードノーブル（1994年フラワーカップ）

## 調教師成績
|            | 日付          | 競馬場・開催  | 競走名           | 馬名               | 頭数 | 人気 | 着順 |
| ---------- | ------------- | ------------- | ---------------- | ------------------ | ---- | ---- | ---- |
| 初出走     | 1996年3月2日  | 1回中山3日5R  | 4歳500万下       | フジノミドリ       | 8頭  | 4    | 3着  |
| 初勝利     | 1996年4月20日 | 1回新潟1日7R  | 5歳上500万下     | ワンノブトウショウ | 13頭 | 2    | 1着  |
| 重賞初出走 | 1997年5月17日 | 3回東京1日11R | 武蔵野S          | パルブライト       | 15頭 | 12   | 13着 |
| 重賞初勝利 | 1997年8月24日 | 3回新潟6日11R | 新潟記念         | パルブライト       | 15頭 | 2    | 1着  |
| GI初出走   | 1997年11月9日 | 5回京都4日10R | エリザベス女王杯 | パルブライト       | 15頭 | 10   | 6着  |
| GI初勝利   | 2002年5月4日  | 3回東京6日11R | NHKマイルC       | テレグノシス       | 18頭 | 4    | 1着  |

### 主な管理馬
※括弧内は当該馬の優勝重賞競走、太字はGI級競走。
- パルブライト（1997年新潟記念、1998年函館記念）
- アイアムザプリンス（1997年札幌3歳ステークス）
- レオリュウホウ（1998年セントライト記念、2000年日経賞）
- フサイチゴールド（2002年ペガサスジャンプステークス）
- テレグノシス（2002年NHKマイルカップ、2003年京王杯スプリングカップ、2004年毎日王冠）
- ショウワモダン（2010年ダービー卿チャレンジトロフィー、安田記念）
- レオアクティブ（2011年京王杯2歳ステークス、2012年京成杯オータムハンデキャップ）
- フクノドリーム（2013年エーデルワイス賞）
- ナックビーナス （2018年キーンランドカップ）

## 主な厩舎所属者
※太字は門下生。括弧内は厩舎所属期間と所属中の職分。
- 大野拓弥（2005年 - 2008年 騎手）
- 山崎亮誠（2012年 - 2014年 騎手）
- 佐藤翔馬  (2024年 - 現在 騎手)
- 田面木博公（2012年- 現在 調教助手）